# Tom and Jerry: Willy Wonka and the Chocolate Factory
Tom and Jerry: Willy Wonka and the Chocolate Factory (Tom e Jerry: Willy Wonka e a Fantástica Fábrica de Chocolate no Brasil) é o filme de animação musical, comédia e fantasia estadunidense de 2017, dirigido por Spike Brandt. Produzido por Warner Bros. Animation e Turner Entertainment, É a primeira Tom e Jerry direct-to-video filme a ser distribuído pela Warner Bros. Home Entertainment internacionalmente e está também a final Tom e Jerry filme direto para vídeo a ser envolvido com o fundador da Warner Bros. Animation, Hal Geer , que morreu em 26 de janeiro de 2017. O filme foi baseado na série de curta-metragens Tom and Jerry por William Hanna e Joseph Barbera, e no livro infantil Charlie and the Chocolate Factory pelo escritor britânico Roald Dahl.

## Enredo
Tom e Jerry perseguem-se por toda a cidade enquanto procuram comida até que Jerry desaparece com um grupo de crianças que vão ao Candy Shop de Bill. O dono da loja dá doces grátis para as crianças, enquanto Tom e Jerry continuam suas palhaçadas na loja. Charlie Bucket, um pobre jornaleiro, impede Tom de comer Jerry e faz amizade com eles, oferecendo-lhes um pedaço de pão. Enquanto Charlie corre para sua mãe viúva e seus avós acamados, Tom e Jerry roubam uma caixa de Wonka Bars da loja. Vovô Joe revela a Charlie que Willy Wonka trancou sua famosa fábrica de chocolate porque outros fabricantes de doces, incluindo o rival Arthur Slugworth, enviou espiões para roubar suas receitas. Wonka desapareceu, mas por três anos voltou a vender doces; a origem da força de trabalho de Wonka é desconhecida. Tom e Jerry chegam à casa de Charlie com a caixa de Wonka Bars, mas Charlie convence os dois de que o roubo está errado e eles deviam devolver a caixa.
No dia seguinte, Wonka anuncia que escondeu cinco "Golden Tickets" em Wonka Bars. Os inventores dos ingressos receberão uma visita à fábrica e um suprimento vitalício de chocolate. Quatro dos ingressos são encontrados por Augustus Gloop, um rapaz guloso; Veruca Salt, uma garota mimada; Violet Beauregarde, uma garota de goma de mascar; e Mike Teavee, um garoto obcecado pela televisão. Como cada vencedor é anunciado na televisão, um homem sussurra para eles. Charlie abre um Wonka Bar, mas não encontra o Golden Ticket e perde a esperança. Os jornais anunciam que o quinto bilhete foi encontrado por um milionário no Paraguai chamado Alberto Minoleta (que é interpretado por Droopy).
Tom e Jerry ganham uma moeda de um dólar reciclando garrafas de leite, mas perdem na sarjeta depois de brigar por ela. Charlie encontra a moeda e a usa para comprar um Wonka Bar para o vovô Joe. O noticiário da televisão revela que Droopy foi preso por forjar sua passagem; quando Charlie abre o Wonka Bar, ele encontra o quinto bilhete dourado. Enquanto corre para casa, ele é confrontado pelo mesmo homem visto sussurrando para os outros vencedores, que se apresenta como Slugworth e se oferece para pagar por uma amostra da mais recente criação de Wonka, o Everlasting Gobstopper.. Charlie volta para casa com o Golden Tickets e escolhe o vovô Joe como seu acompanhante. No dia seguinte, Tom e Jerry correm para a fábrica com o Golden Ticket que vovô Joe esqueceu. Quando as crianças entram na fábrica, o filme é reproduzido na mesma ordem do material de origem, com a interjeição ocasional de Tom e Jerry interagindo com a fábrica.
Uma vez que apenas Charlie e o vovô Joe permanecem, Wonka os despede sem o chocolate prometido. Um pequeno Oompa-Loompa chamado Tuffy avisa a Charlie que Slugworth e Spike roubaram um Gobstopper e estão saindo da fábrica. Após uma briga na sala de Wonkavision, Charlie pára Slugworth. Depois disso, Charlie e vovô Joe confrontam Wonka no final da turnê. Wonka explica friamente que eles violaram o contrato ao roubar bebidas com gás e permitir que Tom e Jerry entrem na fábrica e, portanto, não receberão nada. Enfurecido com isso, vovô Joe tenta protestar, mas Wonka com raiva exige que todos saiam de uma só vez. O vovô Joe então sugere a Charlie que ele deveria dar a Slugworth o Gobstopper, mas Charlie devolve o doce para Wonka. Por causa disso, Wonka declara Charlie o vencedor. Ele revela que Slugworth é realmente "Sr. Wilkinson", um empregado dele, e a oferta para comprar o Gobstopper foi um teste de moralidade que só Charlie passou. O trio e Tuffy entram no "Wonkavator", um elevador de vidro multidirecional que sai da fábrica. Tom e Jerry encolher Wilkinson e Spike para os problemas que eles colocaram através do filme e usam bebidas de levedura de Fizzy para alcançar os outros. Sobrevoando a cidade, Wonka revela que seu prêmio atual é a fábrica; Wonka criou o concurso para encontrar um herdeiro digno e Charlie e sua família podem se mudar imediatamente, incluindo Tom e Jerry.

## Lançamento
Tom and Jerry Willy Wonka and the Chocolate Factory foi lançado nos cinemas em 27 de junho de 2017 no Estados Unidos, e lançado em DVD em 11 de julho de 2017.
E foi lançado no Brasil.

## Elenco
- Ian James Corlett como Tom
- JP Karliak como Willy Wonka
- Jess Harnell como Grandpa Joe, Bill the Candy Shop e Mr. Beauregarde
- Lincoln Melcher como Charlie Bucket
- Mick Wingert como Mr. Slugworth/Mr. Wilkinson
- Lori Alan como Mrs. Teevee
- Jeff Bergman como Droopy, American Reporter
- Spike Brandt como Spike
- Rachel Butera como Augustus Gloop, Winkelmann
- Kate Higgins como Mrs. Bucket
- Dallas Lovato como Violet Beauregarde
- Emily O'Brien como Veruca Salt
- Sean Schemmel como Henry Salt, Mr. Turkentine
- Kath Soucie como Espeto
- Jim Ward como Anchorman, German Reporter
- Audrey Wasilewski como Mrs. Gloop
- Lauren Weisman como Mike Teevee

## Recepção
O filme foi recebido com avaliações esmagadoramente negativas, com alguns críticos questionando sua existência. Ryan Scott, da Movieweb, descreveu-o como "apenas o mais recente de uma longa linha desses desnecessários para mashups".
Beth Elderkin, do Gizmodo, escreveu: "Tom e Jerry: Willy Wonka e a Fantástica Fábrica de Chocolate não são apenas idiotas, são insultuosos. É um mockbuster barato, com um gato e um rato sem arte, desnecessariamente inserido." 